# Liévin
Liévin település Franciaországban, Pas-de-Calais megyében. Lakosainak száma 30 113 fő (2022. január 1.). Liévin Éleu-dit-Leauwette, Givenchy-en-Gohelle, Angres, Aix-Noulette, Avion, Bully-les-Mines, Grenay, Lens és Loos-en-Gohelle községekkel határos.

## Népesség
A település népességének változása:
| Lakosok száma | 31 517 | 31 237 | 31 337 | 30 785 | 30 423 | 30 112 | 30 102 | 30 149 | 30 113 |
|               | 2013   | 2015   | 2016   | 2017   | 2018   | 2019   | 2020   | 2021   | 2022   |